# Jonas Borring
Jonas Skov Borring (* 4. Januar 1985 in Ringkøbing) ist ein ehemaliger dänischer Fußballspieler, der auch in der Nationalmannschaft eingesetzt wurde.

## Karriere
Jonas Borring sammelte seine ersten Erfahrungen in der höchsten dänischen Spielklasse beim Odense BK, für den er von 2004 bis 2008 aktiv war. Danach spielte er von 2008 bis 2012 für den FC Midtjylland, ehe er für den Randers FC auflief. Im Jahr 2008 bestritt er seine ersten Länderspiele für die dänische Nationalmannschaft und erzielte bei seinem vierten Einsatz in der Partie gegen Griechenland seinen ersten Treffer. Am 23. März 2016 verließ Borring, nach einer Affäre seines Teamkollegen Christian Keller mit seiner Ehefrau, den Verein. Nach zwei Monaten als vereinsloser Spieler ging er zurück zum FC Midtjylland. 2019 beendete er nach einem Engagement beim AC Horsens seine Karriere.